# Gottfried Wilhelm Leibniz-Preis

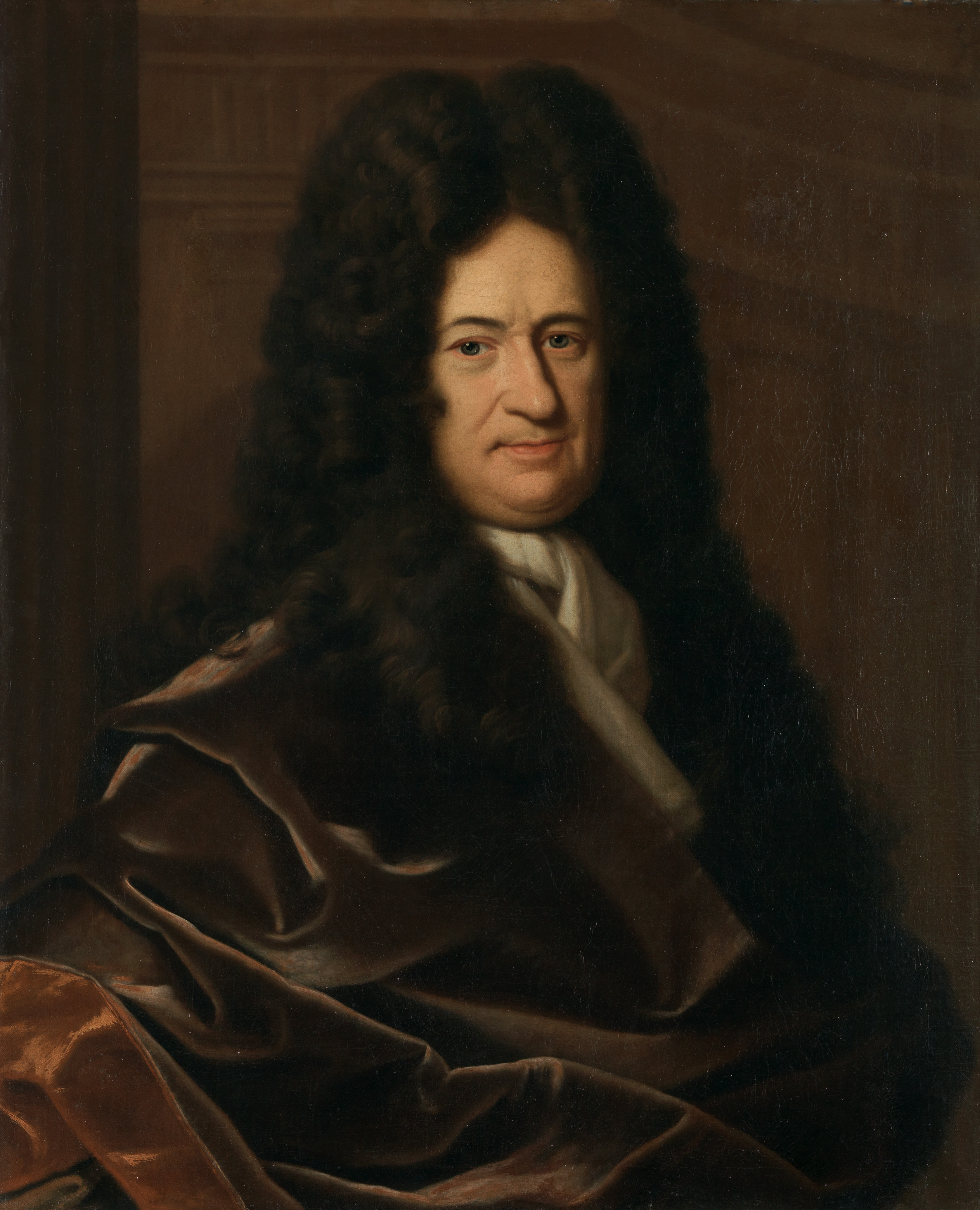
Gottfried Wilhelm Leibniz,
Porträt von Christoph Bernhard Francke, um 1700; Herzog Anton Ulrich-Museum, Braunschweig

Der Gottfried-Wilhelm-Leibniz-Preis (eigentlich Förderpreis für deutsche Wissenschaftler im Gottfried Wilhelm Leibniz-Programm der Deutschen Forschungsgemeinschaft, kurz Leibniz-Preis) gilt als der wichtigste und neben der Humboldt-Professur als höchstdotierter Forschungsförderpreis in Deutschland. Er ist nach dem Wissenschaftler Gottfried Wilhelm Leibniz (1646–1716) benannt und wird seit 1986 jährlich von der Deutschen Forschungsgemeinschaft (DFG) an in Deutschland arbeitende Wissenschaftler aus verschiedenen Wissenschaftsbereichen verliehen. Es handelt sich um einen der weltweit renommiertesten Forschungspreise.

## Geschichte
Der Leibniz-Preis ist mit bis zu 2,5 Millionen Euro (bis 2006 1,55 Millionen Euro) pro Preisträger dotiert. Anders als etwa beim Nobelpreis sind diese Mittel zweckgebunden: Das Preisgeld kann bis zu sieben Jahre (bis 2006 fünf Jahre) lang nach den Vorstellungen der Preisträger ohne bürokratischen Aufwand für ihre Forschungsarbeit verwendet werden.
Die Auslobung des Preises wurde vom damaligen Präsidenten der Deutschen Forschungsgemeinschaft, Eugen Seibold, initiiert. Die hinter dem Förderpreis stehende Intention ist es,

„die Arbeitsbedingungen herausragender Spitzenforscherinnen und -forscher zu verbessern und ihre Forschungsmöglichkeiten zu erweitern, sie von administrativem Arbeitsaufwand zu entlasten und ihnen die Beschäftigung besonders qualifizierter Nachwuchswissenschaftlerinnen und Nachwuchswissenschaftler zu erleichtern.“

Bis einschließlich 2024 sind insgesamt 418 zum Teil geteilte Leibniz-Preise vergeben worden. Gefördert wurden 133 Mal die Naturwissenschaften, 122 Mal die Lebenswissenschaften, 99 Mal die Sozial- und Geisteswissenschaften und 64 Mal die Ingenieurwissenschaften. 445 Nominierte haben den Preis erhalten, darunter 371 Wissenschaftler und 74 Wissenschaftlerinnen.
Um den Open-Access-Gedanken zu fördern, wurde von der Bayerischen Staatsbibliothek im Auftrag der Deutschen Forschungsgemeinschaft im September 2011 ein Portal Leibniz Publik mit online frei zugänglichen Volltexten (Bücher und Aufsätze) vieler Preisträger freigeschaltet.

## Preisträger

### 1986–1990
1986 |
1987 |
1988 |
1989 |
1990
1986:
- Géza Alföldy – Alte Geschichte (Universität Heidelberg)
- Dietrich Dörner – Psychologie (Universität Bamberg)
- Jürgen Habermas – Philosophie (Universität Frankfurt)
- Otto Ludwig Lange und Ulrich Heber – Ökologie und Biochemie (Universität Würzburg)
- Hartmut Michel – Biochemie (MPI für Biochemie, Martinsried)
- Christiane Nüsslein-Volhard und Herbert Jäckle – Biologie (MPI für Entwicklungsbiologie, Tübingen)
- Peter R. Sahm – Gießereiwesen (RWTH Aachen)
- Fritz Peter Schäfer – Laserphysik (MPI für biophysikalische Chemie, Göttingen)
- Frank Steglich – Festkörperphysik (Technische Hochschule Darmstadt)
- Albert H. Walenta – Experimentalphysik (Universität Siegen)
- Julius Wess – Theoretische Physik (Universität Karlsruhe)

1987:
- Gerhard Abstreiter – Halbleiterphysik (Technische Universität München)
- Knut Borchardt – Wirtschaftsgeschichte/Volkswirtschaftslehre (Universität München)
- Nils Claussen – Keramische Werkstoffe (Technische Universität Hamburg-Harburg)
- Bernd Giese – Organische Chemie (Technische Hochschule Darmstadt)
- Wolfgang A. Herrmann und Hubert Schmidbaur – Anorganische Chemie (Technische Universität München)
- Günter Hotz, Kurt Mehlhorn und Wolfgang Paul – Informatik (Universität des Saarlandes)
- Erwin Neher und Bert Sakmann – Biophysikalische Chemie (MPI für biophysikalische Chemie, Göttingen)
- Friedrich Seifert – Mineralogie (Universität Bayreuth)
- Rudolf Thauer der Jüngere – Biochemische Mikrobiologie (Universität Marburg)
- Hans-Peter Zenner – Hals-Nasen-Ohrenheilkunde/Zellbiologie (Universität Würzburg)

1988:
- Karl Joachim Ebeling – Hochfrequenztechnik (Technische Universität Braunschweig)
- Lothar Gall – Neuere Geschichte (Universität Frankfurt)
- Günter Harder – Mathematik (Universität Bonn)
- Walter Haug und Burghart Wachinger – Ältere deutsche Literaturwissenschaft (Universität Tübingen)
- Werner Hildenbrand – Volkswirtschaftslehre (Universität Bonn)
- Ingo Müller – Theoretische Physik (Technische Universität Berlin)
- Herbert W. Roesky und George M. Sheldrick – Anorganische Chemie (Universität Göttingen)
- Wolfram Saenger und Volker Erdmann – Biochemie (Freie Universität Berlin)
- Günther Schütz – Molekularbiologie (Deutsches Krebsforschungszentrum, Heidelberg)
- Hans Wolfgang Spiess – Physikalische Chemie (MPI für Polymerforschung, Mainz)
- Karl Stetter – Mikrobiologie (Universität Regensburg)
- Thomas Weiland – Hochenergiephysik (Deutsches Elektronen-Synchrotron, Hamburg)

1989:
- Heinrich Betz – Neurobiologie (Universität Heidelberg)
- Claus-Wilhelm Canaris – Zivilrecht (Universität München)
- Herbert Gleiter – Werkstoffwissenschaften (Universität des Saarlandes)
- Theodor Hänsch – Laserphysik (Universität München und MPI für Quantenoptik, Garching)
- Joachim Milberg – Fertigungstechnik (Technische Universität München)
- Jürgen Mittelstraß – Philosophie (Universität Konstanz)
- Sigrid Peyerimhoff – Theoretische Chemie (Universität Bonn)
- Manfred T. Reetz – Organische Chemie (Universität Marburg)
- Michael Sarnthein und Jörn Thiede – Marine Geologie (Universität Kiel und Forschungszentrum für Marine Geowissenschaften, Kiel)
- Reinhard Stock – Experimentelle Kernphysik (Universität Frankfurt)
- Wolfgang Stremmel – Innere Medizin (Universität Düsseldorf)

1990:
- Reinhard Genzel – Astrophysik (MPI für Physik und Astrophysik, Garching)
- Rainer Greger – Physiologie (Universität Freiburg)
- Ingrid Grummt – Molekularbiologie (Universität Würzburg)
- Martin Jansen und Arndt Simon – Anorganische Chemie (Universität Bonn und MPI für Festkörperforschung, Stuttgart)
- Bert Hölldobler – Zoologie (Universität Würzburg)
- Konrad Kleinknecht – Experimentalphysik (Universität Mainz)
- Norbert Peters – Verbrennungsforschung (RWTH Aachen)
- Helmut Schwarz – Organische Chemie (Technische Universität Berlin)
- Dieter Stöffler – Planetologie (Universität Münster)
- Richard Wagner – Werkstoffphysik (GKSS-Forschungszentrum, Geesthacht)

### 1991–2000
1991 |
1992 |
1993 |
1994 |
1995 |
1996 |
1997 |
1998 |
1999 |
2000
1991:
- Gerhard Ertl – Physikalische Chemie (Fritz-Haber-Institut der MPG, Berlin)
- Dieter Fenske und Michael Veith – Anorganische Chemie (Universität Karlsruhe und Universität des Saarlandes)
- Ernst O. Göbel – Festkörperphysik (Universität Marburg)
- Dieter Häussinger – Innere Medizin (Universität Freiburg)
- Karl-Heinz Hoffmann – (Angewandte) Mathematik (Universität Augsburg)
- Randolf Menzel – Zoologie/Neurobiologie (Freie Universität Berlin)
- Rolf Müller – Biochemie/Molekularbiologie (Universität Marburg)
- Hermann Riedel – Werkstoffmechanik (Fraunhofer-Institut für Werkstoffmechanik, Freiburg)
- Hans-Ulrich Schmincke – Mineralogie/Vulkanologie (Forschungszentrum für Marine Geowissenschaften, Kiel)
- Michael Stolleis – Rechtsgeschichte (Universität Frankfurt)
- Martin Warnke – Kunstgeschichte (Universität Hamburg)

1992:
- Georg W. Bornkamm – Virologie (Gesellschaft für Strahlenforschung, München)
- Christopher Deninger, Michael Rapoport, Peter Schneider und Thomas Zink – Mathematik (Universität Münster, Universität-GH Wuppertal, Universität zu Köln und Universität Bielefeld)
- Irmela Hijiya-Kirschnereit – Japanologie (Freie Universität Berlin)
- Jürgen Kocka – Sozialgeschichte (Freie Universität Berlin)
- Joachim Menz – Markscheidewesen (Technische Universität Freiberg)
- Friedhelm Meyer auf der Heide und Burkhard Monien – Informatik (Universität-GH Paderborn)
- Jürgen Mlynek – Experimentalphysik (Universität Konstanz)
- Svante Pääbo – Molekularbiologie (Universität München)
- Wolfgang Raible – Romanistik (Universität Freiburg)
- Hans-Georg Rammensee – Immunologie (Interfakultäres Institut für Zellbiologie, Universität Tübingen)
- Jan Veizer – Sedimentgeochemie (Universität Bochum)

1993:
- Christian von Bar – Internationales Privatrecht (Universität Osnabrück)
- Johannes Buchmann und Claus Peter Schnorr – Theoretische Informatik (Universität des Saarlandes und Universität Frankfurt)
- Dieter Enders – Organische Chemie (RWTH Aachen)
- Gunter S. Fischer – Biochemie (Universität Halle-Wittenberg)
- Michael Frotscher – Neuroanatomie (Universität Freiburg)
- Jürgen Jost – Mathematik (Universität Bochum)
- Regine Kahmann – Molekulargenetik (Universität München)
- Wolfgang Krätschmer – Kernphysik (MPI für Kernphysik, Heidelberg)
- Klaus Petermann – Hochfrequenztechnik (Technische Universität Berlin)
- Wolfgang Prinz – Psychologie (MPI für Psychologische Forschung, München)
- Rudolf G. Wagner – Sinologie (Universität Heidelberg)
- Jürgen Warnatz – Technische Verbrennung (Universität Stuttgart)

1994:
- Gisela Anton – Experimentalphysik (Universität Bonn)
- Manfred Broy und Ernst-Rüdiger Olderog – Informatik (Technische Universität München und Universität Oldenburg)
- Ulrich Christensen – Geophysik (Universität Göttingen)
- Ulf Eysel – Neurophysiologie (Universität Bochum)
- Theo Geisel – Theoretische Physik (Universität Frankfurt)
- Peter Gruss – Zellbiologie (MPI für biophysikalische Chemie, Göttingen)
- Wolfgang Hackbusch – Numerische Mathematik (Universität Kiel)
- Adrienne Héritier und Helmut Willke – Soziologie/Politikwissenschaft (Universität Bielefeld)
- Stefan Jentsch – Molekularbiologie (Universität Heidelberg)
- Glenn W. Most – Klassische Philologie (Universität Heidelberg)
- Johann Mulzer – Organische Chemie (Freie Universität Berlin)
- Peter Schäfer – Judaistik (Freie Universität Berlin)

1995:
- Siegfried Bethke – Elementarteilchenphysik (RWTH Aachen)
- Niels Birbaumer – Psychophysiologie (Universität Tübingen)
- Hans-Joachim Freund – Physikalische Chemie (Universität Bochum)
- Martin Grötschel – Angewandte Mathematik (Technische Universität Berlin)
- Axel Haverich – Chirurgie (Universität Kiel)
- Gerhard Hirzinger – Robotik (Deutsches Zentrum für Luft- und Raumfahrt, Oberpfaffenhofen)
- Thomas Jentsch – Biochemie (Universität Hamburg)
- Gerd Jürgens – Molekulare Pflanzenentwicklung (Universität Tübingen)
- Wolfgang Schleich – Quantenoptik (Universität Ulm)
- Manfred G. Schmidt – Politikwissenschaft (Universität Heidelberg)
- Thomas Schweizer – Völkerkunde (Universität zu Köln)
- Elmar Weiler – Pflanzenphysiologie (Universität Bochum)
- Emo Welzl – Informatik (Freie Universität Berlin)

1996:
- Eduard Arzt – Metallkunde (Universität Stuttgart und MPI für Metallforschung, Stuttgart)
- Hans-Werner Diehl – Theoretische Physik (Universität-Gesamthochschule Essen)
- Gerd Faltings – Mathematik (MPI für Mathematik, Bonn)
- Ulf-Ingo Flügge – Biochemie der Pflanzen, (Universität zu Köln)
- Wolfgang Klein – Linguistik (MPI für Psycholinguistik, Nimwegen)
- Dieter Langewiesche – Neuere Geschichte (Universität Tübingen)
- Reinhard Lührmann – Molekularbiologie (Universität Marburg)
- Joachim Reitner – Paläontologie (Universität Göttingen)
- Michael Reth – Immunologie (MPI für Immunbiologie, Freiburg)
- Wolfgang Schnick – Festkörperchemie (Universität Bayreuth)
- Winfried Schulze – Geschichte der frühen Neuzeit (Universität München)
- Reinhard Zimmermann – Rechtsgeschichte und Zivilrecht (Universität Regensburg)

1997:
- Thomas Boehm – Molekulare Entwicklungsbiologie (Deutsches Krebsforschungszentrum, Heidelberg)
- Wolfgang Ertmer – Experimentalphysik (Universität Hannover)
- Angela D. Friederici – Neuropsychologie (MPI für Neuropsychologische Forschung, Leipzig)
- Georg Fuchs – Mikrobiologie (Universität Freiburg)
- Jean Karen Gregory – Materialwissenschaften (Technische Universität München)
- Andreas Kablitz – Romanische Philologie/Italianistik (Universität zu Köln)
- Matthias Kleiner – Umformtechnik (Technische Universität Cottbus)
- Paul Knochel – Metallorganische Chemie (Universität Marburg)
- Elisabeth Knust – Entwicklungsgenetik (Universität Düsseldorf)
- Stephan W. Koch – Theoretische Physik (Universität Marburg)
- Christian F. Lehner – Molekulargenetik (Universität Bayreuth)
- Stefan Maul – Altorientalistik (Universität Heidelberg)
- Ernst Mayr – Theoretische Informatik (Technische Universität München)
- Gerhard Wörner – Mineralogie/Geochemie (Universität Göttingen)

1998:
- Heinz Breer – Zoologie (Universität Hohenheim)
- Nikolaus P. Ernsting und Klaus Rademann – Physikalische Chemie (Humboldt-Universität zu Berlin)
- Hans-Jörg Fecht – Metallische Werkstoffe (Universität Ulm)
- Ute Frevert – Neuere Geschichte (Universität Bielefeld)
- Wolf-Bernd Frommer – Molekulare Pflanzenphysiologie (Universität Tübingen)
- Christian Griesinger – Organische Chemie (Universität Frankfurt)
- Regine Hengge (als Regine Hengge-Aronis) – Mikrobiologie (Universität Konstanz)
- Volker Mosbrugger – Paläontologie (Universität Tübingen)
- Onno Oncken – Geologie (GeoForschungsZentrum Potsdam und Freie Universität Berlin)
- Hermann Parzinger – Vor- und Frühgeschichte Osteuropas (Deutsches Archäologisches Institut, Berlin)
- Ingo Rehberg – Experimentalphysik (Universität Magdeburg)
- Dietmar Vestweber – Zellbiologie/Biochemie (Universität Münster)
- Annette Zippelius – Statistische Physik (Universität Göttingen)

1999:
- Ekkard Brinksmeier – Fertigungstechnik (Universität Bremen)
- Bernd Bukau – Zellbiologie (Universität Freiburg)
- Joachim Cuntz – Mathematik (Universität Münster)
- Alois Fürstner – Metallorganische Chemie (MPI für Kohlenforschung, Mülheim an der Ruhr)
- Friedrich Wilhelm Graf – Evangelische Theologie (Universität Augsburg)
- Ulrich Herbert – Neuere und Neueste Geschichte (Universität Freiburg)
- Martin Johannes Lohse – Pharmakologie (Universität Würzburg)
- Hans-Christian Pape – Neurophysiologie (Universität Magdeburg)
- Joachim Ullrich – Experimentalphysik (Universität Freiburg)

2000:
- Klaus Fiedler – Kognitive Sozialpsychologie (Universität Heidelberg)
- Peter Greil – Werkstoffwissenschaften (Universität Erlangen-Nürnberg)
- Matthias W. Hentze – Molekularbiologie (Europäisches Laboratorium für Molekularbiologie, Heidelberg)
- Peter M. Herzig – Geochemie und Lagerstättenkunde (Technische Universität Bergakademie Freiberg)
- Reinhard Jahn – Zellbiologie (MPI für biophysikalische Chemie, Göttingen)
- Aditi Lahiri – Allgemeine Sprachwissenschaften (Universität Konstanz)
- Gertrude Lübbe-Wolff – Öffentliches Recht (Universität Bielefeld)
- Dieter Lüst – Theoretische Physik (Humboldt-Universität zu Berlin)
- Stefan Müller – Mathematik (MPI für Mathematik in den Naturwissenschaften, Leipzig)
- Manfred Pinkal – Computerlinguistik (Universität des Saarlandes)
- Ilme Schlichting – Biophysik (MPI für molekulare Physiologie, Dortmund)
- Friedrich Temps und Hans-Joachim Werner – Physikalische Chemie (Universität Kiel) und Theoretische Chemie (Universität Stuttgart)
- Martin Wegener – Festkörperphysik (Universität Karlsruhe)

### 2001–2010
2001 |
2002 |
2003 |
2004 |
2005 |
2006 |
2007 |
2008 |
2009 |
2010
2001:
- Jochen Feldmann – Optoelektronische Bauelemente (Universität München)
- Eduard Christian Hurt – Molekularbiologie (Universität Heidelberg)
- Hans Keppler – Mineralogie (Universität Tübingen)
- Arthur Konnerth – Neurophysiologie (Universität München)
- Ulrich Konrad – Musikwissenschaft (Universität Würzburg)
- Martin Krönke – Immunologie/Zellbiologie (Universität zu Köln)
- Joachim Küpper – Literaturwissenschaftliche Romanistik (Freie Universität Berlin)
- Christoph Markschies – Evangelische Theologie/Kirchengeschichte (Universität Heidelberg)
- Wolfgang Marquardt – Verfahrenstechnik (RWTH Aachen)
- Helge Ritter – Informatik (Universität Bielefeld)
- Günter Ziegler – Mathematik (Technische Universität Berlin)

2002:
- Carmen Birchmeier – Molekularbiologie (Max-Delbrück-Centrum, Berlin-Buch)
- Wolfgang Dahmen – Mathematik (RWTH Aachen)
- Wolf-Christian Dullo – Paläozeanographie (Forschungszentrum IfM-GEOMAR Kiel)
- Bruno Eckhardt – Theoretische Physik (Universität Marburg)
- Michael Famulok – Biochemie (Universität Bonn)
- Christian Haass – Pathobiochemie (Universität München)
- Franz-Ulrich Hartl – Zellbiochemie (MPI für Biochemie, Martinsried)
- Thomas Hengartner – Volkskunde (Universität Hamburg)
- Reinhold Kliegl – Allgemeine Psychologie (Universität Potsdam)
- Wolfgang Kowalsky – Optoelektronik (Technische Universität Braunschweig)
- Karl Leo – Festkörperphysik (Technische Universität Dresden)
- Frank Vollertsen – Umformende und Spanende Fertigungstechnik (Universität Paderborn)

2003:
- Winfried Denk – Medizinische Optik (MPI für medizinische Forschung, Heidelberg)
- Hélène Esnault und Eckart Viehweg – Algebraische Geometrie (Universität Duisburg-Essen)
- Gerhard Huisken – Geometrische Analysis (MPI für Gravitationsphysik, Potsdam)
- Rupert Klein – Numerische Strömungsmechanik (Freie Universität Berlin und Potsdam-Institut für Klimafolgenforschung)
- Albrecht Koschorke – Neuere deutsche Literatur (Universität Konstanz)
- Roland Lill – Zellbiologie/Biochemie (Universität Marburg)
- Christof Niehrs – Molekulare Entwicklungsbiologie (Deutsches Krebsforschungszentrum, Heidelberg)
- Ferdi Schüth – Anorganische Chemie (MPI für Kohlenforschung, Mülheim an der Ruhr)
- Hans-Peter Seidel – Computergraphik (MPI für Informatik, Saarbrücken)
- Hubert Wolf – Kirchengeschichte/Katholische Theologie (Universität Münster)

2004:
- Frank Allgöwer – Regelungstechnik (Universität Stuttgart)
- Gabriele Brandstetter – Theaterwissenschaft (Freie Universität Berlin)
- Thomas Carell – Organische Chemie (Universität München)
- Karl Christoph Klauer – Sozial- und Kognitionspsychologie (Universität Bonn)
- Hannah Monyer – Neurobiologie (Universität Heidelberg)
- Nikolaus Pfanner und Jürgen Soll – Biochemie/Molekulare Zellbiologie und Molekulare Zellbiologie der Pflanzen (Universität Freiburg und Universität München)
- Klaus Dieter Pfeffer – Infektionsimmunologie (Universität Düsseldorf)
- Dierk Raabe – Werkstoffwissenschaft (MPI für Eisenforschung, Düsseldorf)
- Konrad Samwer – Festkörperphysik (Universität Göttingen)
- Manfred Strecker – Strukturgeologie (Universität Potsdam)

2005:
- Peter Becker – Zellbiologie/Biochemie (Universität München)
- Immanuel Bloch – Quantenoptik (Universität Mainz)
- Stefanie Dimmeler – Molekulare Kardiologie (Universität Frankfurt)
- Jürgen Gauß – Theoretische Chemie (Universität Mainz)
- Günther Hasinger – Astrophysik (MPI für extraterrestrische Physik, Garching)
- Christian Jung – Pflanzenzüchtung (Universität Kiel)
- Axel Ockenfels – Experimentelle Wirtschaftsforschung (Universität zu Köln)
- Wolfgang Peukert – Mechanische Verfahrenstechnik (Universität Erlangen-Nürnberg)
- Barbara Stollberg-Rilinger – Geschichte der frühen Neuzeit (Universität Münster)
- Andreas Tünnermann – Mikrosystemtechnik (Fraunhofer-Institut für Angewandte Optik und Feinmechanik, Jena)

2006:
- Matthias Beller und Peter Wasserscheid – Homogene Katalyse (Leibniz-Institut für Katalyse an der Universität Rostock) und Chemische Verfahrenstechnik (Universität Erlangen-Nürnberg)
- Patrick Cramer – Strukturbiologie (Universität München)
- Peter Jonas – Neurophysiologie (Universität Freiburg)
- Ferenc Krausz – Quantenoptik (Universität München und MPI für Quantenoptik, Garching)
- Klaus Mezger – Geochemie (Universität Münster)
- Thomas Mussweiler – Sozialpsychologie (Universität zu Köln)
- Felix Otto – Analysis partieller Differentialgleichungen (Universität Bonn)
- Dominik Perler – Philosophiegeschichte/Theoretische Philosophie (Humboldt-Universität zu Berlin)
- Gyburg Radke (Uhlmann) – Klassische Philologie und Philosophie (Universität Marburg)
- Marino Zerial – Zellbiologie (MPI für molekulare Zellbiologie und Genetik, Dresden)

2007:
- Jens Claus Brüning – Molekulare Diabetesforschung, Endokrinologie (Universität zu Köln)
- Patrick Bruno – Theoretische Festkörperphysik (MPI für Mikrostrukturphysik, Halle/Saale)
- Magdalena Götz – Neurowissenschaft (GSF – Forschungszentrum für Umwelt und Gesundheit und Universität München)
- Peter Gumbsch – Werkstoffwissenschaften (Universität Karlsruhe (TH) und Fraunhofer-Institut für Werkstoffmechanik, Freiburg im Breisgau und Halle/Saale)
- Gerald Haug – Paläoklimaforschung (GeoForschungsZentrum Potsdam und Universität Potsdam)
- Bernhard Jussen – Mittelalterliche Geschichte (Universität Bielefeld)
- Guinevere Kauffmann – Astrophysik (MPI für Astrophysik, Garching bei München)
- Falko Langenhorst – Mineralogie und Petrologie (Universität Jena)
- Oliver Primavesi – Klassische Philologie (Universität München)
- Detlef Weigel – Entwicklungsbiologie (MPI für Entwicklungsbiologie, Tübingen)

2008:
- Susanne Albers – Theoretische Informatik (Universität Freiburg)
- Martin Beneke – Theoretische Teilchenphysik (RWTH Aachen)
- Holger Boche – Nachrichtentechnik und Informationstheorie (TU Berlin, Fraunhofer German-Sino Lab for Mobile Communications, Berlin, und Fraunhofer-Institut für Nachrichtentechnik, Berlin)
- Martin Carrier – Philosophie (Universität Bielefeld)
- Elena Conti und Elisa Izaurralde – Strukturbiologie (MPI für Biochemie, Martinsried) und Biochemie (MPI für Entwicklungsbiologie, Tübingen)
- Holger Fleischer – Wirtschaftsrecht (Universität Bonn)
- Stefan Hell – Biophysik (MPI für biophysikalische Chemie, Göttingen)
- Klaus Kern – Physikalische Chemie von Festkörpern (MPI für Festkörperforschung, Stuttgart)
- Wolfgang Lück – Algebraische Topologie (Universität Münster)
- Jochen Mannhart – Experimentelle Festkörperphysik (Universität Augsburg)

2009:
- Antje Boetius – Biologie (Max-Planck-Institut für Marine Mikrobiologie in Bremen)
- Holger Braunschweig – Chemie (Universität Würzburg)
- Wolfram Burgard – Autonome Intelligente Systeme/Robotik (Universität Freiburg)
- Heinrich Detering – Neuere Deutsche und Nordische Literatur (Universität Göttingen)
- Jürgen Eckert – Metallphysik (Leibniz-Institut für Festkörper- und Werkstoffforschung Dresden und Technische Universität Dresden)
- Armin Falk – Experimentelle Wirtschaftsforschung (Universität Bonn)
- Frank Kirchhoff – Virologie (Universität Ulm)
- Jürgen Rödel – Materialwissenschaft (Technische Universität Darmstadt)
- Karl Lenhard Rudolph – Gastroenterologie (Universität Ulm)
- Burkhard Wilking – Differentialgeometrie (Universität Münster)
- Martin R. Zirnbauer – Mathematische Physik (Universität zu Köln)

2010:
- Jan Born – Neuroendokrinologie/Schlafforschung (Universität zu Lübeck)
- Peter Fratzl – Biomaterialien (Max-Planck-Institut für Kolloid- und Grenzflächenforschung, Potsdam)
- Roman Inderst – Volkswirtschaftslehre (Universität Frankfurt/Main)
- Christoph Klein – Kinderheilkunde/Pädiatrische Onkologie (Medizinische Hochschule Hannover)
- Ulman Lindenberger – Entwicklungspsychologie (Max-Planck-Institut für Bildungsforschung, Berlin)
- Frank Neese – Theoretische Chemie (Universität Bonn)
- Jürgen Osterhammel – Neuere und Neueste Geschichte (Universität Konstanz)
- Petra Schwille – Biophysik (Technische Universität Dresden)
- Stefan Treue – Kognitive Neurowissenschaften an Primaten (Deutsches Primatenzentrum, Göttingen)
- Joachim Weickert – Bildverarbeitung/Informatik (Universität des Saarlandes)

### 2011–2020
2011 |
2012 |
2013 |
2014 |
2015 |
2016 |
2017 |
2018 |
2019 |
2020
2011:
- Ulla Bonas – Mikrobiologie/Molekulare Phytopathologie (Martin-Luther-Universität Halle-Wittenberg)
- Christian Büchel – Kognitive Neurowissenschaften (Universitätsklinikum Hamburg-Eppendorf)
- Anja Feldmann – Informatik/Computer-Netzwerke/Internet (Technische Universität Berlin, T-Labs)
- Kai-Uwe Hinrichs – Organische Geochemie (Universität Bremen)
- Anthony A. Hyman – Zellbiologie/Mikrotubuli und Zellteilung (MPI für molekulare Zellbiologie und Genetik, Dresden)
- Bernhard Keimer – Experimentelle Festkörperphysik (Max-Planck-Institut für Festkörperforschung, Stuttgart)
- Franz Pfeiffer – Röntgenphysik (Technische Universität München)
- Joachim Friedrich Quack – Ägyptologie (Ruprecht-Karls-Universität Heidelberg)
- Gabriele Sadowski – Thermodynamik (Technische Universität Dortmund)
- Christine Silberhorn – Quantenoptik (Universität Paderborn)

2012:
- Michael Brecht – Neurophysiologie/Zelluläre Neurowissenschaft (Bernstein Zentrum für Computational Neuroscience Berlin und Humboldt-Universität zu Berlin)
- Rainer Forst – Politische Philosophie/Theorie (Johann Wolfgang Goethe-Universität Frankfurt am Main)
- Gunther Hartmann – Klinische Pharmakologie/Angeborene Immunität (Universitätsklinikum Bonn)
- Christian Kurts – Immunologie/Nephrologie (Universitätsklinikum Bonn)
- Matthias Mann – Biochemie (Max-Planck-Institut für Biochemie, Martinsried)
- Friederike Pannewick – Arabistik/Literatur, Theater, Ideengeschichte (Philipps-Universität Marburg)
- Nikolaus Rajewsky – Systembiologie (Max-Delbrück-Centrum für Molekulare Medizin, Berlin)
- Ulf Riebesell – Ozeanographie (Leibniz-Institut für Meereswissenschaften (IFM-Geomar) an der Christian-Albrechts-Universität zu Kiel)
- Peter Sanders – Theoretische Informatik/Algorithmik (Karlsruher Institut für Technologie, KIT)
- Barbara Wohlmuth – Numerische Mathematik (Technische Universität München)
- Jörg Wrachtrup – Experimentelle Physik (Universität Stuttgart)

2013:
- Thomas Bauer – Islamwissenschaft (Universität Münster)
- Ivan Đikić – Biochemie/Zellbiologie (Universität Frankfurt am Main)
- Frank Glorius – Molekülchemie (Universität Münster)
- Onur Güntürkün – Biologische Psychologie (Ruhr-Universität Bochum)
- Peter Hegemann – Biophysik (Humboldt-Universität zu Berlin)
- Marion Merklein – Umformtechnik/Fertigungstechnik (Universität Erlangen-Nürnberg)
- Roderich Moessner – Max-Planck-Institut für Physik komplexer Systeme, Dresden, gemeinsam mit Achim Rosch, Theoretische Festkörperphysik, Universität zu Köln[6]
- Erika von Mutius – Kinderheilkunde, Allergologie, Epidemiologie (Klinikum der Universität München)
- Vasilis Ntziachristos – Biomedizinische Bildgebung mit optischen Methoden (Technische Universität München)
- Lutz Raphael – Neuere und Neueste Geschichte (Universität Trier)

2014:
- Artemis Alexiadou – Linguistik (Universität Stuttgart)
- Armin von Bogdandy – Ausländisches öffentliches Recht und Völkerrecht (Max-Planck-Institut für ausländisches öffentliches Recht und Völkerrecht, Heidelberg)
- Andreas Dreizler – Verbrennungsforschung (Technische Universität Darmstadt)
- Nicole Dubilier – Marine Ökologie (Max-Planck-Institut für Marine Mikrobiologie, Bremen und Universität Bremen)
- Leif Kobbelt – Informatik/Computergrafik (RWTH Aachen)
- Laurens W. Molenkamp – Experimentelle Festkörperphysik (Universität Würzburg)
- Brigitte Röder – Biologische Psychologie/Neuropsychologie (Universität Hamburg)
- Christof Schulz – Verbrennung und Gasdynamik (Universität Duisburg-Essen)
- Irmgard Sinning – Strukturbiologie (Universität Heidelberg)
- Rainer Waser – Nanoelektronik/Materialwissenschaft (RWTH Aachen und Peter-Grünberg-Institut des Forschungszentrums Jülich)
- Lars Zender – Hepatologie/Onkologie (Universitätsklinikum Tübingen)

2015:
- Henry N. Chapman – Biologische Physik/Röntgenphysik (Deutsches Elektronen-Synchrotron und Universität Hamburg)
- Hendrik Dietz – Biochemie/Biophysik (Technische Universität München)
- Stefan Grimme – Theoretische Chemie (Universität Bonn)
- Christian Hertweck – Biologische Chemie (Leibniz-Institut für Naturstoff-Forschung und Infektionsbiologie – Hans-Knöll-Institut und Universität Jena)
- Friedrich Lenger – Neuere und Neueste Geschichte (Universität Gießen)
- Hartmut Leppin – Alte Geschichte (Universität Frankfurt/Main)
- Steffen Martus – Neuere deutsche Literatur (Humboldt-Universität zu Berlin)
- Tobias Moser – Auditorische Sensorik/Hals-Nasen-Ohrenheilkunde (Universität Göttingen)

2016:
- Frank Bradke – Neuroregeneration (Deutsches Zentrum für Neurodegenerative Erkrankungen Bonn)
- Emmanuelle Charpentier – Infektionsbiologie (Max-Planck-Institut für Infektionsbiologie Berlin)
- Daniel Cremers – Computer Vision (Technische Universität München)
- Daniel James Frost – Mineralogie/Experimentelle Petrologie (Universität Bayreuth)
- Dag Nikolaus Hasse – Wissenschaftsgeschichte (Universität Würzburg)
- Benjamin List – Organische Molekülchemie (Max-Planck-Institut für Kohlenforschung Mülheim/Ruhr)
- Christoph Möllers – Rechtswissenschaften (Humboldt-Universität zu Berlin)
- Marina V. Rodnina – Biochemie (Max-Planck-Institut für biophysikalische Chemie Göttingen)
- Bénédicte Savoy – Kunstgeschichte der Moderne (Technische Universität Berlin)
- Peter Scholze – Arithmetische und algebraische Geometrie (Universität Bonn)

2017:
Verleihung am 15. März 2017 in Berlin:
- Lutz Ackermann – Organische Molekülchemie (Georg-August-Universität Göttingen)
- Beatrice Gründler – Arabistik (Freie Universität Berlin)
- Ralph Hertwig – Kognitionspsychologie (Max-Planck-Institut für Bildungsforschung)
- Karl-Peter Hopfner – Strukturbiologie (Ludwig-Maximilians-Universität München)
- Frank Jülicher – Theoretische Biophysik (Max-Planck-Institut für Physik komplexer Systeme)
- Lutz Mädler – Mechanische Verfahrenstechnik (Universität Bremen)
- Joachim Spatz – Biophysik (Max-Planck-Institut für Intelligente Systeme und Ruprecht-Karls-Universität Heidelberg)
- Anne Storch – Afrikanistik (Universität zu Köln)
- Jörg Vogel – Medizinische Mikrobiologie (Julius-Maximilians-Universität Würzburg)

Verleihung am 4. Juli 2017 in Halle:
- Britta Nestler – Materialwissenschaft (Karlsruher Institut für Technologie)

Die Verleihung an Britta Nestler war im März ausgesetzt worden, nachdem der DFG fünf Tage vor dem geplanten Verleihungstermin ein anonymes Schreiben zugegangen war, das wissenschaftliches Fehlverhalten der Forscherin in 30 Fällen über einen Zeitraum von 14 Jahren behauptete. Bei einer Überprüfung der Vorwürfe durch die DFG wurde Nestler vollständig entlastet und der Preis im Rahmen der DFG-Jahresversammlung in Halle (Saale) nachträglich übergeben. Die Vorgänge führten zu einer Diskussion über den Umgang der DFG mit anonymen Verleumdungen.
2018:
- Jens Beckert – Soziologie (Max-Planck-Institut für Gesellschaftsforschung, Köln)
- Alessandra Buonanno – Gravitationsphysik (Max-Planck-Institut für Gravitationsphysik (Albert-Einstein-Institut), Potsdam)
- Nicola Fuchs-Schündeln – Wirtschaftswissenschaften (Johann Wolfgang Goethe-Universität Frankfurt am Main)
- Veit Hornung – Immunologie (Genzentrum, Ludwig-Maximilians-Universität München)
- Eicke Latz – Immunologie (Universitätsklinikum Bonn, Rheinische Friedrich-Wilhelms-Universität Bonn)
- Heike Paul – Amerikanistik (Friedrich-Alexander-Universität Erlangen-Nürnberg)
- Erika L. Pearce – Immunologie (Max-Planck-Institut für Immunbiologie und Epigenetik, Freiburg/Breisgau)
- Claus Ropers – Experimentelle Festkörperphysik (Georg-August-Universität Göttingen)
- Oliver Schmidt – Materialwissenschaften (Leibniz-Institut für Festkörper- und Werkstoffforschung Dresden und Fakultät für Elektrotechnik und Informationstechnik, Technische Universität Chemnitz)
- Bernhard Schölkopf – Maschinelles Lernen (Max-Planck-Institut für Intelligente Systeme, Tübingen)
- László Székelyhidi – Angewandte Mathematik (Universität Leipzig)

2019:
- Sami Haddadin – Robotik, Technische Universität München
- Rupert Huber – Experimentelle Physik, Universität Regensburg
- Andreas Reckwitz – Soziologie, Europa-Universität Viadrina, Frankfurt/Oder
- Hans-Reimer Rodewald – Immunologie, Deutsches Krebsforschungszentrum (DKFZ), Heidelberg
- Melina Schuh – Zellbiologie, Max-Planck-Institut für biophysikalische Chemie (Karl-Friedrich-Bonhoeffer-Institut), Göttingen
- Brenda Schulman – Biochemie, Max-Planck-Institut für Biochemie (MPIB), Martinsried
- Ayelet Shachar – Rechts- und Politikwissenschaften, Max-Planck-Institut zur Erforschung multireligiöser und multiethnischer Gesellschaften, Göttingen
- Michèle Tertilt – Wirtschaftswissenschaften, Universität Mannheim
- Wolfgang Wernsdorfer – Experimentelle Festkörperphysik, Karlsruher Institut für Technologie (KIT)
- Matthias Wessling – Chemische Verfahrenstechnik, RWTH Aachen und Leibniz-Institut für Interaktive Materialien (DWI), Aachen

2020:
- Thorsten Bach – Chemie, Technische Universität München
- Baptiste Gault – Materialwissenschaft, MPI für Eisenforschung, Düsseldorf
- Johannes Grave – Kunstgeschichte, Friedrich-Schiller-Universität Jena
- Thomas Kaufmann – Evangelische Theologie, Georg-August-Universität Göttingen
- Andrea Musacchio – Zellbiologie, Max-Planck-Institut für molekulare Physiologie
- Thomas Neumann – Informatik, Technische Universität München
- Marco Prinz – Neuropathologie, Albert-Ludwigs-Universität Freiburg
- Markus Reichstein – Biogeochemie, Max-Planck-Institut für Biogeochemie
- Dagmar Schäfer – Wissenschaftsgeschichte, Max-Planck-Institut für Wissenschaftsgeschichte
- Juliane Vogel – Literaturwissenschaft, Universität Konstanz

### Seit 2021
2021 |
2022 |
2023 |
2024 |
2025 |
2021:
- Asifa Akhtar – Epigenetik, Max-Planck-Institut für Immunbiologie und Epigenetik, Freiburg
- Elisabeth André – Informatik, Universität Augsburg
- Giuseppe Caire – Theoretische Nachrichtentechnik, Technische Universität Berlin
- Nico Eisenhauer – Biodiversitätsforschung, Universität Leipzig
- Veronika Eyring – Erdsystemmodellierung, Deutsches Zentrum für Luft- und Raumfahrt, Standort Oberpfaffenhofen und Universität Bremen
- Katerina Harvati-Papatheodorou – Paläoanthropologie, Eberhard Karls Universität Tübingen und Senckenberg Centre for Human Evolution and Palaeoenvironment, Tübingen
- Steffen Mau – Soziologie, Humboldt-Universität zu Berlin
- Rolf Müller – Pharmazeutische Biologie, Helmholtz-Institut für Pharmazeutische Forschung Saarland (HIPS) und Universität des Saarlandes, Saarbrücken
- Jürgen Ruland – Immunologie, Klinikum rechts der Isar, Technische Universität München
- Volker Springel – Astrophysik, Max-Planck-Institut für Astrophysik, Garching

2022:
- Almut Arneth – Ökosystemforschung, Karlsruher Institut für Technologie (KIT)
- Marietta Auer – Rechtswissenschaften, Max-Planck-Institut für Rechtsgeschichte und Rechtstheorie, Frankfurt/Main, und Justus-Liebig-Universität Gießen
- Iain Couzin – Verhaltensbiologie, Max-Planck-Institut für Verhaltensbiologie, Konstanz, und Universität Konstanz
- Stefanie Dehnen – Anorganische Molekülchemie, Philipps-Universität Marburg
- Eileen Furlong – Funktionelle Genombiologie, Europäisches Laboratorium für Molekularbiologie (EMBL), Heidelberg
- Peter Hommelhoff – Experimentelle Physik, Friedrich-Alexander-Universität Erlangen-Nürnberg
- Gabriel Martinez-Pinedo – Theoretische Physik, Technische Universität Darmstadt und GSI Helmholtzzentrum für Schwerionenforschung
- Mischa Meier – Alte Geschichte, Eberhard Karls Universität Tübingen
- Karen Radner – Altorientalistik, Ludwig-Maximilians-Universität München
- Moritz Schularick – Wirtschaftswissenschaften, Rheinische Friedrich-Wilhelms-Universität Bonn

2023:
- Largus Angenent – Bioingenieurwissenschaft, Eberhard Karls Universität Tübingen
- Claudia Höbartner – Biologische Chemie, Julius-Maximilians-Universität Würzburg
- Achim Menges – Architektur, Universität Stuttgart
- Sarah Ellen O’Connor – Naturstoffbiosynthese, Max-Planck-Institut für chemische Ökologie
- Stefan Pfister – Pädiatrische Onkologie, Deutsches Krebsforschungszentrum und Ruprecht-Karls-Universität Heidelberg
- Hartmut Rosa – Soziologie, Friedrich-Schiller-Universität Jena und Universität Erfurt
- Georg Schett – Rheumatologie, Friedrich-Alexander-Universität Erlangen-Nürnberg
- Catharina Stroppel – Reine Mathematik, Rheinische Friedrich-Wilhelms-Universität Bonn
- Fabian Theis – Bio- und Medizininformatik, Helmholtz Zentrum München und Technische Universität München
- Anita Traninger – Romanische Literaturwissenschaft, Freie Universität Berlin

2024:
- Dmitri Efetov – Experimentelle Festkörperphysik, Ludwig-Maximilians-Universität München
- Tobias J. Erb – Synthetische Mikrobiologie, MPI für terrestrische Mikrobiologie, Marburg, und Philipps-Universität Marburg
- Jonas Grethlein – Klassische Philologie, Ruprecht-Karls-Universität Heidelberg
- Moritz Helmstaedter – Neurowissenschaften, MPI für Hirnforschung, Frankfurt am Main
- Ulrike Herzschuh – Geoökologie, Alfred-Wegener-Institut, Potsdam, und Universität Potsdam
- Eike Kiltz – Kryptographie, Ruhr-Universität Bochum
- Rohini Kuner – Neuropharmakologie, Ruprecht-Karls-Universität Heidelberg
- Jörn Leonhard – Neuere und Neueste Geschichte, Albert-Ludwigs-Universität Freiburg
- Peter Schreiner – Organische Molekülchemie, Justus-Liebig-Universität Gießen
- Eva Viehmann – Mathematik, Universität Münster

2025:
- Volker Haucke – Biochemie und Zellbiologie, Leibniz-Forschungsinstitut für Molekulare Pharmakologie
- Hannes Leitgeb – Theoretische Philosophie, LMU München
- Bettina Valeska Lotsch – Festkörper- und Materialchemie, Max-Planck-Institut für Festkörperforschung
- Wolfram Pernice – Experimentelle Physik, Universität Heidelberg
- Ana Pombo – Genombiologie, Max-Delbrück-Centrum für Molekulare Medizin
- Daniel Rückert – Künstliche Intelligenz, TU München
- Angkana Rüland – Angewandte Mathematik, Universität Bonn
- Michael Seewald – Katholische Theologie, Universität Münster
- Maria-Elena Torres-Padilla – Epigenetik, Helmholtz Zentrum München
- Robert Zeiser – Hämato-Onkologie, Universitätsklinikum Freiburg

## Heinz-Maier-Leibnitz-Preis
Neben dem Leibniz-Preis gibt es auch den Heinz-Maier-Leibnitz-Preis der DFG für Nachwuchswissenschaftler.